# Власта Младеновић
Власта Младеновић (Шаркамен, Неготин, 1956) српски је књижевник и културни посленик. Објавио је преко двадесет збирки поезије и дао значајан допринос културном и књижевном стваралаштву источне Србије. Добитник је неколико значајних награда. Живи и ради у Неготину.

## Биографија
Власта Младеновић је рођен 1956. године у Шаркамену крај Неготина. Пише поезију, поетску прозу и књижевне приказе. Антологичар. Уредник издаваштва Народне библиотеке „Доситеј Новаковић“ у Неготину, часописа „Библиопис“. Оснивач је Завичајне галерије „Музеј црне крајине“ и „Стваралачких дана“ у Шаркамену и један од покретача Крајинског књижевног круга и Борског сусрета балканских књижевника. Сувласник књижаре и галерије „Астафир“ (1989-1994). У периоду од 1995. до 1996. имао је статус слободног уметника. У периоду од 2009. до 2010. године био је в.д. директор Народне библлиотеке „Доситеј Новаковић“ у Неготину. Заједно са Маринком Арсићем Ивковим уређује књижевни блог Удружења „Писци без адресе“. Од 1989. године члан је Удружења књижевника Србије, а од 2016. године члан Српског књижевног друштва.
Своје књижевне текстове објавио је у часописима: „Летопис Матице српске“, „Књижевност“, „Градина“, „Књижевни магазин“, Свеске“, Кораци“, Златна Греда“, „Расковник“, „Развитак“, „Траг“, „Освит“, „Свитак“, „Овдје“, „Мокрањац“, „Ток“, „Багдала“, „Београдски књижевни часопис“, „Савременик“, „Гамбит“,„Српски књижевни гласник, „Преодоленије“ (Русија), „Пламак“ (Бугарска) „Алиа Мунди“ магазин за културну разноликост.
Добитник је Златне значке Културно-просветне заједнице Србије за дугогодишњи допринос развијању културних делатности - за несебичан, предан и дуготрајан рад (2016). У образложењу жирија за ову награду стоји:
Неготински књижевник Власта Младеновић, аутор преко 20 песничких књига, овогодишњи је добитник Златне значке Културно-просветне заједнице Србије за дугогодишњи допринос развијању културних делатности. У образложењу овог за културу Србије значајног признања, наводи се да се Младеновићу Златна значка додељује за несебичан, предан и дуготрајан рад. Овај пасионирани културни посленик уредник је издаваштва неготинске Народне библиотеке „Доситеј Новаковић“, а последњих година уређује часопис ове установе културе „Библиопис“. Од првих објављених рукописа „Дисиденти корачају улицом Франшеа Депереа“ (1986) и „Без мене“ (1988) Младеновић се у српским књижевним круговима издвојио као аутор својеврсног песничког израза. Приредио је и две значајне антологије поезије источне Србије и „Антологију српског песништва“, која му је објављена у Египту. Књиге су му превођене у Италији, Египту, Француској и Румунији. Његову прошлогодишњу збирку „У сагласју са Мокрањцем“ критичари су оценили као снажну реинтерпретацију традиције и српске духовности прожете индивидуалним и регионалним посебностима. Младеновић, оснивач Завичајне галерије „Музеј црне крајине“ и „Стваралачких дана“ у Шаркамену, један од покретача Крајинског круга и Борског сусрета балканских књижевника, овим је рукописом, став је критике, створио јединствени лични и национални споменар егзистенције и поетике. Особене лирике, предан и истрајан, Власта Младеновић је поетику овог дела источне Србије уздигао на посебан ниво.
О поезији Власте Младеновића писали су: Иван В. Лалић, Радивоје Микић, Васа Павковић, Божидар Милидраговић, Адам Пуслојић, Вукашин Станисављевић, Срба Игњатовић, Слободан Ракитић, Драган Лакићевић, Станиша Нешић, Јован Зивлак, Горан Максимовић, Чедомир Мирковић, Бранислав Петровић, Радомир Андрић, Зоран Радисављевић, Зоран Вучић, Душко Бабић, Мирослав Тодоровић, Душан Стојковић, Живорад Лазић, Љубиша Ђидић, Лука Штековић, Миљурко Вукадиновић, Бранко Стаменовић, Миодраг Радовић, Велиша Јоксимовић, Милијан Деспотовић, Радомир Виденовић Равид, Радомир Мићуновић, Сергије Лајковић, Живко Аврамовић, Биљка Петровић, Бојана Павловић, Горан Траиловић, Аца Видић, Иван Ивановић, Ана Стјеља, Ана Сантоликвидо....
Приликом избора за књигу године (награда „Меша Селимовић“ за 2015. годину), књижевни критичар Горан Максимовић је издвојио и поетску збирку Власте Младеновића, образложивши свој избор речима:
Збирке песама В. Младеновића (и Ђорђа Сладоја) представљају снажну реинтерпретацију традиције, као и српске духовности прожете индивидуалним и регионалним посебностима.
Још један критички осврт на поезију Власте Младеновића, из пера Ивана В. Лалића:
Пред нама је већ формирани аутор, који нам нуди заокружену целину једног песничког исказа. Читамо тај исказ као сведочанство једне ране песничке зрелости која се изражава кроз стихове што, консеквентно,  покушавају да доживљај света сведу  на једну личну формулу. При томе се користе елементи  и фолклора, историје - а највише из арсенала једне личне симболике, која се најуспешније изражава када се ослања на смелост неочекиваних асоцијација - а то је одлика истинске песничке логике. Ти стихови се, с једне стране, понекад опасно приближавају зони у којој разлика између стихованог и прозног постаје неразазнатљива; с друге стране, систематско коришћење унутрашњег римовања и алитерација упорно нас подсећају да је реч о пажљиво грађеним стиховима, о пажљиво контролисаном језику песме. Младеновићеве песме успевају да у себи помире противуречност између једноставности песничког саопштења и херметичности облика тог саопштења. Другим речима, у тим песмама је тешко пронаћи нешто сувишно, односно нефункционално. А таква прецизност исказа изражава се како у детаљу, тако и у конструкцији целине.
Власта Младеновић је лауреат награде „Раде Драинац” за 2018. годину. Члан је Словенске академије наука и уметности са седиштем у Варни у Бугарској.

### Објављене песничке књиге
- „Дисиденти корачају улицом Франшеа Депереа“ (Књижевна омладина Србије, Београд, 1986)
- „Без мене“ ( Нолит, Београд, 1988)
- „Шаркамен“ (Новинско-издавачка радна организација Крајина, Неготин, 1990)
- „Књига Хајдук Вељку“ / са цртежима Радислава Тркуље (Завичајна галерија „Музеј црне крајине“ Шаркамен, 1992)
- „Исус Христос син-опсис“ (Књижевно друштво „Свети Сава“, Београд, 1993)
- „Онај кога нема : песме“ (Нолит, Београд, 1994)
- „О српском песништву или Глава на пању“ (Апостроф, Београд, 1994)
- „Закарпатско умиљеније : трагом Весне Парун и Радомира Андрића“ / у коауторству са Љубинком Перинац (Апостроф - Багдала, Београд - Крушевац, 1994)
- „Немам избора“ (Просвета, Београд, 1995)
- „Лиричност : у два дела“ (Просвета, Београд, 1999)
- „Друга књига Хајдук Вељку“ ("Хајдук Вељкови дани“, Леновац, 2000)
- „Посве нове песме“ (Агена, Београд, 2000)
- „Истокија“ (Светови, Нови Сад, 2006)
- „Часнопис“ (Народна библиотека „Доситеј Новаковић“, Библиопис Неготин, 2010)
- „Естрадија“ (Удружење српских издавача, Београд, 2010)
- „Дисидентитет“ (Књижевно друштво „Свети Сава“, Београд, 2014)
- „У сагласју са Мокрањцем“ (Српска књижевна задруга, Београд, 2015)
- „Фусноте за Мокрањца“ (Културисток - Пресинг, Неготин- Младеновац, 2016)
- „Локалитет и свет шаркаменских рима“ (Културисток - Пресинг, Неготин- Младеновац, 2017)

### Приређене књиге
- „Књижевна крајина: антологија песника источне Србије“ ( Новинска установа Тимок, Зајечар,1991)
- „Мухтарат минаш ширис серби: антологија српског песништва“ на арапском / превод на арапски Исак Абу Лабан (Египат, (Каиро, Раван Ко, 1996)
- „На истоку Србије: антологија поезије источне Србије“ (Агена, Београд, 1997)

### Преведене књиге
- збирка поезије на италијанском „Gesù Cristo è il mio testimone“ / превод на италијански Драган Мраовић (La vallisa, Bari, 1994)
- збирка поезије на румунском „Alegerea de minunaţii : poeme alese şi neinedite“ / превод на румунски Arala Ciora и Властимир Вукадиновић (Belgrad : „Sfântul Sava“ - Bucureşti : Europoint), 1996)
- збирка поезије на француском „Fuir vers la poem“ / превод на француски Борис Лазић (Париски круг српских песника, Париз, 2001)

### Заступљен у антологијама
- „Arhipelagul dantelat“ (антологија српске поезије на румунском, (прир.) Мариана Дан и Миљурко Вукадиновић, „Лумина“, Панчево, 1988.
- „Звуци и комешања: песмовник:антологија новијег песништва у Србији“ (прир.) Миљурко Вукадиновић, (Истраживачко-издавачки центар ССО Србије, 1989)
- „Манасији љубав превасходи“ (прир.) Радомир Андрић, (Књижевне новине Комерц - Народна библиотека "Ресавска школа“, Београд - Деспотовац,1994)
- „Неготин и Крајина у песми и причи“, (прир.)Вукашин Станисављевић, (Народна библиотека, Неготин,1997)
- „Лирика воде“ (изабране песме о водама), приредио Милан С. Косовић (Београд, Интерпринт, 2002)
- „Ветар у гриви : коњ у поезији словенских народа : антологија“ (прир.) Миодраг Сибиновић, (Интерпрес, Београд, 2011)
- „L’Anthologie de la poésie serbe contemporaine“ / par Boris Lazić (Удружење књижевника Српске - Un infini cercle bleu, Бања Лука - Paris, 2011)
- „Граматика смрти (антологија песама о самоубиству и самоубицама)“, приредио Душан Стојковић (Београд, Библиотека града Београда; Младеновац, Библиотека „Деспот Стефан Лазаревић)“

### Заступљен у периодици
- Есеј „Да се умилостиве богови“, (ур. Ана Стјеља), „Алиа Мунди“ магазин за културну разноликост бр. (мај-август), Београд, 2017.
- Српски књижевни гласник
- Преодоленије (Русија)
- Пламак (Бугарска)

### Награде и признања
- Прва награда књижевне омладине Србије (1986)
- Септембарска награда општине Неготин (1990)
- Златна значка Културно-просветне заједнице Србије за дугогодишњи допринос развијању културних делатности - за несебичан, предан и дуготрајан рад (1991, 2016)
- Награда „Раде Драинац“ за 2018. годину за збирку поезије „Локалитет и свет шаркаменских рима“ (Културисток - Пресинг, Неготин- Младеновац, 2017)